# Vänsterns internationella forum

Vänsterns Internationella Forum, VIF, är Vänsterpartiets organ för internationellt ideellt solidaritetsarbete, vars vision är en demokratisk, jämlik och jämställd värld med respekt för mänskliga fri- och rättigheter. Arbetet syftar till att belysa det som partiet ser som globala orättvisor och påverka de strukturer som skapar en skev fördelning av resurser, makt och rättigheter i världen.

## Verksamhet
Vänsterns Internationella Forum arbetar med programverksamhet finansierad av Sida för att stödja demokratiska rörelser; partier, partianknutna organisationer och andra organisationer som arbetar för ett utökat politiskt deltagande av kvinnor, ungdomar och marginaliserade grupper. Arbetet grundar sig i analysen att fattigdomen i världen inte i första hand beror på brist på resurser utan på fördelningen av dessa.
Vänsterns Internationella Forum arbetar i första hand med projekt som syftar till att
- Öka respekten för mänskliga fri- och rättigheter
- Bekämpa förtryck, utsugning och könsdiskriminering
- Stimulera demokratiska processer hos samarbetsorganisationerna
- Främja en ekologiskt hållbar utveckling[1]

I Sverige arbetar Vänsterns Internationella Forum med informationsspridning och opinionsbildning för att bidra till stärkt internationell solidaritet.
Arbetet leds av en styrelse som ansvarar för verksamheten på grundval av Vänsterpartiets värderingar och kongressbeslut samt i enlighet av de av riksdagen fastslagna riktlinjerna för partianknutna organisationer.

## Historia
Vänsterns Internationella Forum bildades 1995 för att i första hand kanalisera Vänsterpartiets samarbetsprojekt med närstående organisationer i globala Syd samt i Central- och Östeuropa. 
Från 2011 till december 2012 samarbetade VIF med den ukrainska organisationen Borotba, ett litet vänsterparti som hade bildats ur olika vänsterrörelser, för att bidra till att den skulle utvecklas till ett modernt och demokratiskt vänsterparti, samt att stärka ett flerpartisystem i Ukraina. Projektet utvecklades inte som önskat och avslutades därför 2012.